# Slunéčko sedmitečné

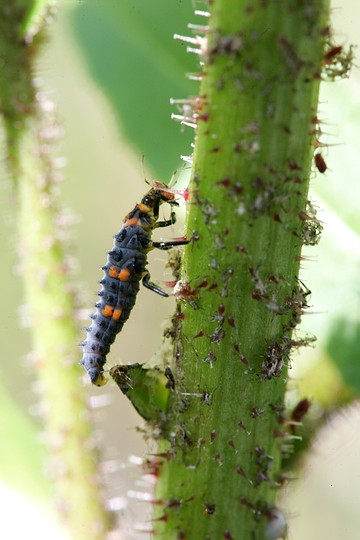
Larva spásající mšice

Slunéčko sedmitečné (Coccinella septempunctata), lidově nazývaná též sluníčko, berunka, beruška nebo celou řadou jiných lidových a nářečních názvů, je nejběžnějším slunéčkem v Evropě a vedle mandelinky bramborové jeden z nejznámějších brouků. Podle latinského názvu se slunéčko sedmitečné označuje v Severní Americe jako C-7.

## Lidové názvy
Slunéčko sedmitečné patří k organismům a obecně ke skutečnostem s největším množstvím lidových pojmenování. Písemné doklady čítají na sto sedmdesát jmen, mohlo jich být ale ještě daleko víc. Pestrost označení souvisí nejen s kladnými emocemi, které tento brouk v lidech vzbuzoval (názvy jsou často zdrobněliny), ale i s pověrami, že slunéčka odnášela lidská přání Bohu nebo že jako boží posel předpovídala osud. To se odráží v pojmenováních pámbíčkova kravička (Žďársko), pámbíčkova ovečka (Uherskobrodsko) nebo pámbíčkova slepička (Klatovsko). Podobně se jim v hornolužické srbštině říká bože słónčko nebo lidově v polštině boża krówka. V němčině (Marienkäfer) a v mnoho jiných jazycích (angl. ladybird, franc. mariquita) jsou slunéčka pojmenována po Panně Marii. Jedna z teorií také říká, že slunéčko bylo označováno pomocí domáckých podob ženských jmen. Např. verunka (k Veronika), marunka (k Marie), beruška, baruška, berunka (k Barbora), majdalenka, halinka apod. Pojmenování jsou často zakončena sufixem -linka (jižní Čechy a západní Morava) nebo -unka (východní Čechy a většina Moravy a Slezsko).
Mezi lidové názvy patří kromě jiného např.:
- sluníčko – střední a západní Čechy
- beruška – východní Čechy
- berunka – severní Morava
- verunka – střední a jižní Morava
- bedrunka – Slezsko, severní Čechy
- halinka – západní Morava
- mandelinka – horní Povltaví
- popelinka – Prácheňsko
- majdalenka – podél jihozápadní části česko-moravské hranice, jižní Valašsko
- menurka – Opavsko
- pinkalinka – Chodsko

## Vzhled
Slunéčko sedmitečné je asi 10 mm dlouhé, tvar těla je téměř polokulovitý, jen mírně protáhlý dopředu. Má červeně zbarvené krovky se třemi černými tečkami na každé straně a jednou tečkou společnou pro obě krovky. Z jeho zbarvení je odvozeno jeho pojmenování, české i latinské (z latiny septem = sedm a punctum = tečka). Larva je šedočerná, někdy i s nádechem hnědé nebo modré, s četnými černými a méně četnými žlutooranžovými, oranžovými nebo červenooranžovými skvrnami.

## Vývoj
Samička na jaře volně naklade vajíčka do štěrbin nebo na spodní strany listů. Larvy se vylíhnou zhruba po týdnu a zakuklí se v závislosti na teplotě po 30–60 dnech (čím tepleji, tím je vývoj rychlejší). Vykrmené larvy se zakuklí a po týdnu či dvou se ze závěsu na rostlinách vylíhne dospělec – je jasně červený, zatímco starší jedinci, kteří již přezimovali, jsou tmavší, až do hněda. Mladá slunéčka přezimují, teprve druhým rokem se rozmnoží a ještě v létě jejich život končí.

## Rozšíření a význam
Slunéčko sedmitečné je velmi rozšířeným druhem žijícím téměř všude, kde se vyskytují mšice a červci, jimiž se živí jak larvy, tak dospělí jedinci. Je považováno za užitečný druh efektivně likvidující výše zmíněné škůdce (jedna larva zkonzumuje během svého vývoje až přes 600 mšic).[zdroj?]

## Obrana před predátory
Dospělec se v nebezpečí stává zdánlivě mrtvým a bezvládně padá na zem (tzv. katalepsie). Je-li s ním manipulováno, vylučuje oranžovou šťávu obsaženou v hemolymfě obsahující alkaloidy díky čemuž je pro řadu potenciálních predátorů (zejména ptáků) nechutné a jedovaté. Podobně jedovaté jsou i larvy a kukly. Z tohoto důvodu mají slunéčka jen omezené množství potenciálních nepřátel.